# Palazzo Farnese (Rom)
Der Palazzo Farnese liegt im Stadtteil Regola an der Piazza Farnese in Rom. Er ist eines der bedeutendsten Bauwerke der italienischen Renaissance und nach dem Adelsgeschlecht der Farnese benannt. Der erste Bauherr, Kardinal Alessandro Farnese, der spätere Papst Paul III., manifestierte seine dynastischen Machtansprüche durch einen der größten Paläste Roms. Am Entwurf und der Ausführung waren die bedeutendsten Architekten der Zeit beteiligt, wie Antonio da Sangallo der Jüngere, Michelangelo, Giacomo Barozzi da Vignola und Giacomo della Porta. Die Bauzeit erstreckte sich über ca. 75 Jahre.
Die Künstler Daniele da Volterra, Francesco Salviati, Brüder Taddeo und Federico Zuccari, Guglielmo della Porta und andere schufen die wertvolle Innenausstattung. Die Galleria Farnese, ein Freskenzyklus der beiden Künstler Agostino und Annibale Carracci aus Bologna markieren Ende des 16. Jahrhunderts den Übergang in eine neue kunsthistorische Phase, den italienischen Frühbarock. Berühmtheit erlangten die einstmals außergewöhnlichen und reichen Farnesischen Kunstsammlungen, die mehrere Generationen der Familie zusammengetragen hatten. Teile davon befinden sich heute in der Skulpturensammlung im Archäologischen Nationalmuseum Neapel und der Gemäldesammlung im Museo di Capodimonte, ebenfalls in Neapel.
Der Palast ist seit 1936 Sitz der französischen Botschaft in Rom und der École française de Rome.

## Lage und Standort
Der Palazzo Farnese liegt in der historischen Altstadt im VII. Rione, dem Stadtteil Regola in Rom, nahe dem Campo de’ Fiori. Er erstreckt sich über ein ganzes Straßengeviert und grenzt mit seiner nordwestlichen Seite an die Via dei Farnesi und südöstlich an die Via del Mascherone, die im Zuge des Baus reguliert oder erweitert wurden. Die Hauptfassade ist auf die Piazza Farnese ausgerichtet, die Teil der Gesamtkonzeption des Palastes ist und seine monumentale und repräsentative Wirkung mit unterstreicht. Der Palast reicht in südwestlicher Richtung bis an die Via Giulia, die unter Papst Julius II. um 1508 eingezogene Verbindungsstraße zwischen dem nie vollendeten Palazzo dei Tribunali und dem Vatikan.

## Baugeschichte

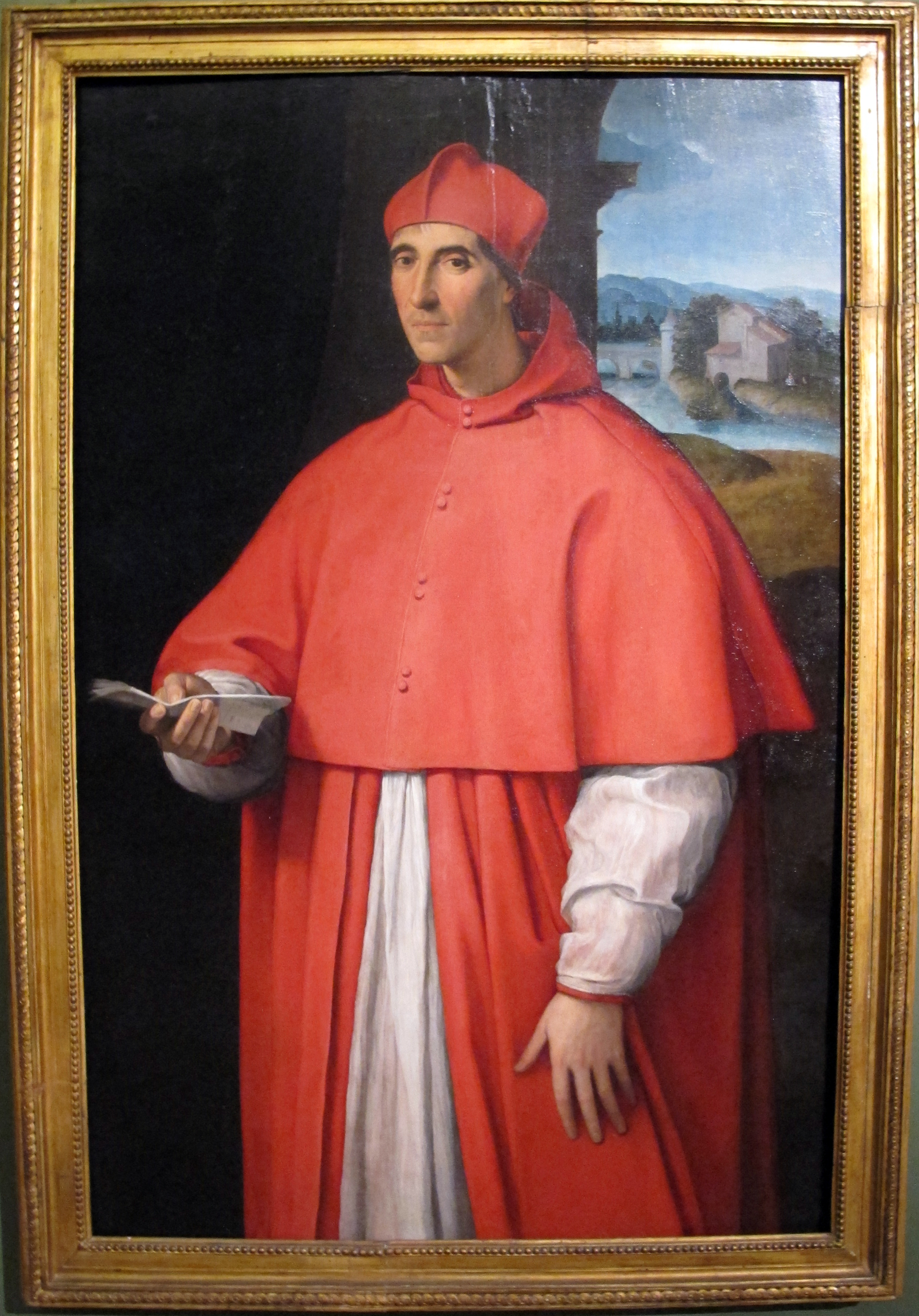
Raffael: Kardinal Alessandro Farnese (Papst Paul III.)

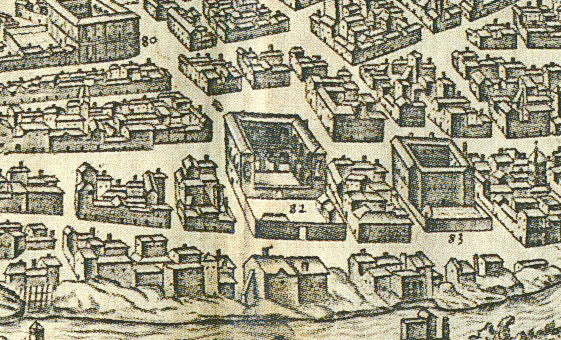
Hugues Pinard: Ausschnitt (1555); Palast noch ohne Rückfassade

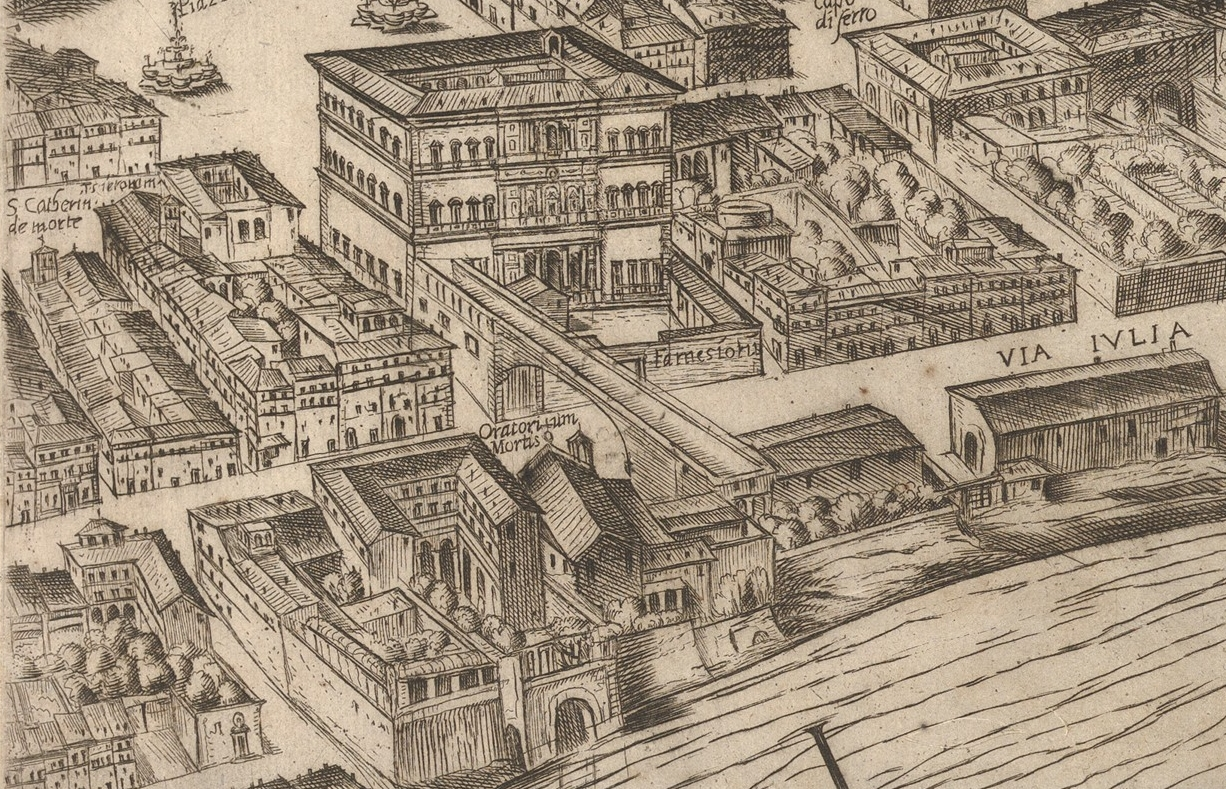
Tempesta: Ausschnitt (1645)

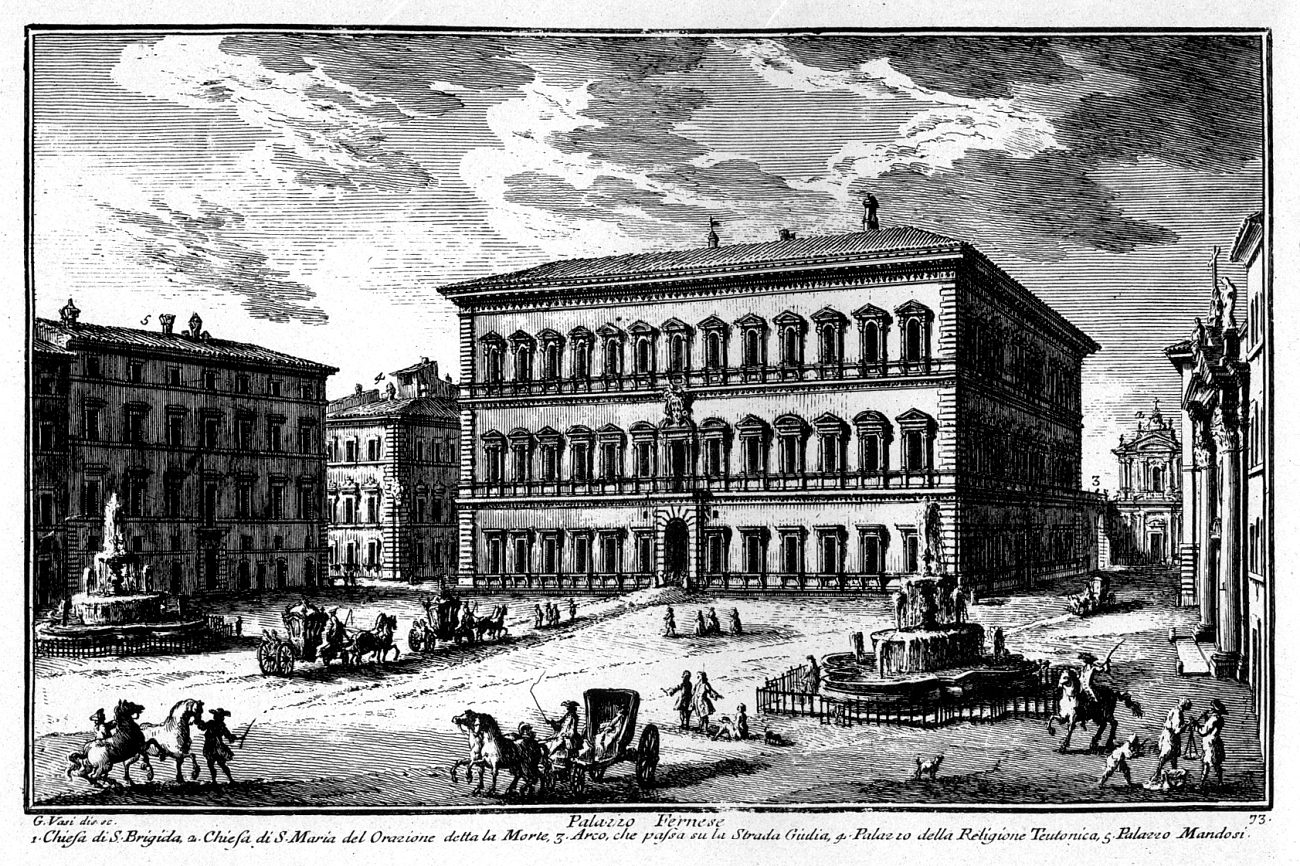
Giuseppe Vasi (1750)

Alessandro Farnese, aus niederem Feudaladel stammend, wurde auf Grund der engen Beziehung seiner Schwester Giulia zu Papst Alexander VI. bereits 1493 mit 25 Jahren zum Kardinal-Diakon ernannt. Er verfügte in Rom über keine eigene Residenz. Deshalb mietete er sich in der ehemaligen Residenz des katalanischen Kardinals Pedro Ferriz ein. 1495 erwarb er den Palazzo Ferriz für 5.500 Dukaten von den Augustinern des Klosters Santa Maria del Popolo, die den Palast 1478 geerbt hatten. Alessandro bewohnte den Palazzo Ferriz, von Zeitgenossen bereits als Palazzo dei Farnesi bezeichnet, bis zum Baubeginn des neuen Palastes (1517). Der Palazzo Ferriz, mit der Fassade zur Via della Regola und einem großen Garten an der Tiberseite, lag an einer der beiden Hauptverkehrsadern im westlichen Teil des Campo Marzio, einem in der Renaissancezeit strategisch wichtigen Durchzugsgebiet von Pilgerzügen und Prozessionen und auch Zentrum des städtischen Lebens.
Als mächtiger Kurienkardinal pflegte er beste Beziehungen zu den nachfolgenden Päpsten Julius II., sowie seinem Studienfreund Leo X., was ihm eine Reihe weiterer ertragreicher Bistümer und kirchlicher Pfründen eintrug. Dies versetzte ihn in die Lage, umliegende Gebäude und Grundstücke zu erwerben, um einen repräsentativen Palast für sich und seine Familie, insbesondere für seine beiden Söhne Pier Luigi und Ranuccio, erbauen zu lassen. Geplant war ursprünglich eine rechteckige Residenz im florentinischen Stil, wie sie sich bereits andere römische Adelsfamilien und Kardinäle in Rom hatten erbauen lassen.
1515 erteilte er dem aus Florenz stammenden, 34-jährigen Architekten Antonio da Sangallo dem Jüngeren – Schüler von Donato Bramante und Raffael und als Baumeister von St. Peter tätig – den Auftrag zum Neubau des Palastes. Etwa 1517 begannen die Arbeiten und der Abriss des Palazzo Ferriz. Als der 66-jährige Farnese 1534 zum Papst gewählt worden war, ließ er als Paul III. die Baupläne ändern, um den neuen repräsentativen Erfordernissen und der Inszenierung des Machtanspruchs seiner Familie gerecht zu werden. Die ursprüngliche Planung wurde durch Sangallo zu einer vierflügeligen Anlage erweitert. Das betraf sowohl den Außenbau als auch den Cortile, der von drei auf fünf Arkaden vergrößert wurde, was einem Neubau des Palastes gleichkam. Der Papst trieb den Bau des Palazzo wie eine Staatsangelegenheit voran und traf persönlich für seine Errichtung wichtige Entscheidungen. Sein Sohn Pierluigi unterzeichnete am 29. März 1541 den Vertrag mit den Maurermeistern, was nichts anderes bedeutet, als dass Sangallo seine neuen Pläne bereits fertig hatte.
Der endgültige Baukörper wurde von Sangallo als freistehender, dreistöckiger, festungsartiger Außenbau mit einem Atrium und einem Peristyl nach antiken Prototypen, entsprechend Vitruvs Beschreibung des römischen Hauses, angelegt. Die Vorbilder für diesen Palasttyp, jedoch in sehr viel kleinerem Ausmaß, finden sich in Florenz, wie der Palazzo Medici Riccardi, der Palazzo Strozzi oder der Palazzo Pandolfini. Die südwestliche Seite des Baukörpers ist auf den Tiber ausgerichtet, während die nordöstlich gerichtete Hauptfassade die Piazza Farnese dominiert. Von Anfang an war ein großer Vorplatz, die heutige Piazza Farnese mit einer Verbindungsstraße zum Campo de’ Fiori geplant. Die gegenüber der Fassade, an der einstigen Via della Regola stehenden Gebäude, darunter eines dem Sigismondo Chigi gehörig, wurden gekauft und abgerissen. In der Ausführung stammen von Sangallo im Wesentlichen die Hauptfassade, die Arkadengeschosse und die unteren Geschosse des Cortile sowie das dreischiffige Vestibül.
Als Sangallo im Jahre 1546 starb, waren die Außenmauern fast fertig. Ein Bericht über den Baufortschritt 1547 an Pierluigi Farnese stellt fest, dass die Fassade bis zu den obersten Fensterreihen mit Ausnahme des Gesims fertig gestellt und die Mehrzahl der Räume bewohnbar seien.
Michelangelo übernahm die Bauleitung, wie er auch in St. Peter diese von Sangallo übernahm, bis zum Tod von Papst Paul III. Er erhöhte das dritte Geschoss der Fassade und gestaltete die zentralen Fenster über dem Portal zu einer Ehrenloggia als Blickfang und zentralen Punkt der Fassade um. Er schloss die Fassade mit einem weit ausladenden, umlaufenden Kranzgesims oben ab und ließ dieses um den gesamten Außenbau ausführen. Die Gestaltung des quadratischen Cortile veränderte er durch die Schließung der offenen Arkaden im ersten Obergeschoss an zwei Seiten, was im 19. Jahrhundert auch an den beiden anderen geschah (die Balustraden zeugen noch von der ursprünglichen Gestaltung) und legte das zweite Obergeschoss als eine Fensterfront mit Pilasterordnung an. In der südwestlichen Verlängerung der Achse vom Hauptportal zum Tiber beabsichtigte er eine Brücke über den Tiber zu schlagen und so eine Verbindung zu den Besitzungen der Farnese in Trastevere zu schaffen. Der Plan kam allerdings nie zur Ausführung. Gleichzeitig wurde die erste Freskenbemalung im Palast in Auftrag gegeben: um 1547 wurde der im Gefolge von Michelangelo tätige Daniele da Volterra beauftragt, das Zimmer des Kardinals im Piano Nobile künstlerisch auszugestalten.
Nach dem Tod des Farnese-Papstes im November 1549 wurden die Bauarbeiten an dem riesigen Palast im Auftrag seines Enkels, des Großen Kardinals Alessandro Farnese fortgeführt. Dieser beauftragte 1552 den Bologneser Baumeister Giacomo Barozzi da Vignola, der für die Farnese auch mit bei Ausführung der Villa Farnese in Caprarola und der Kirche Il Gesù in Rom tätig war. Michelangelo hatte seit 1547 die Bauleitung am Petersdom inne und war so kaum mehr verfügbar. Unter Vignola erfolgte die Fertigstellung des rückwärtigen Traktes mit der Galerie und die dem Tiber zugewandte Fassade. Im Auftrag des Kardinals Ranuccio Farnese schuf der Maler Francesco Salviati 1552 die Bemalung der Sala dei Fasti, die 1565 von Taddeo Zuccari vollendet wurde. Als Ranuccio im Alter von 35 Jahren 1565 starb, übernahm erneut sein älterer Bruder der Große Kardinal Alessandro, den weiteren Ausbau des Palastes, obwohl er als Vizekanzler im Palazzo della Cancelleria residierte.

1573 wurde dem aus der Lombardei stammenden Architekten Giacomo della Porta, einem Schüler Michelangelos, die Leitung der Arbeiten übertragen, nachdem Vignola im gleichen Jahr verstorben war. Della Porta vollendete die Gartenfassade mit der offenen Loggia und brachte den Gesamtbau 1589 zum Abschluss – nach fast 75 Jahren Bauzeit, die oftmals aus Geldmangel, wegen dynastischer Konflikte, während des Sacco di Roma und auf Grund anderer Widrigkeiten der Geschichte immer wieder unterbrochen werden musste. Die endgültige Fertigstellung ist in einer Inschrift an der Gartenfassade des Palastes festgehalten 

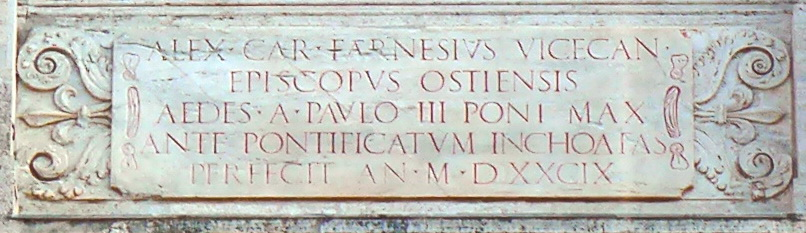
Inschrift an der Gartenseite: ALEX CAR FARNESIVS VICECAN / EPISCOPVS OSTIENSIS / AEDES A PAVLO III PON MAX / ANTE PONTIFICATVM INCHOATAS / PERFICIT AN MDXXCIX (Alexander Kardinal Farnese, Vizekanzler, Bischof von Ostia hat das von Papst Paul III. vor dessen Pontifikat begonnene Gebäude 1589 fertig gestellt)

Unter Kardinal Odoardo Farnese, einem Sohn des Herzogs von Parma, Alessandro Farnese und Nachkommen der 3. Generation Papst Pauls III., wurde die Innenausstattung des Palastes fortgeführt. Die Brüder Annibale und Agostino Carracci kamen durch die Unterstützung des Hofes in Parma 1595 nach Rom, um die Fresken der Camerino d’Ercole (Kabinett des Herkules) anzulegen. Nach deren Vollendung 1597 erteilte Kardinal Odoardo Annibale Carracci den Auftrag für die Fresken in der Galerie, die unter dem Namen Galleria Farnese in die Kunstgeschichte als Schlüsselwerk der Barockmalerei eingehen sollten. Ein Teil des Plans Michelangelos, den Palast über eine Brücke mit dem anderen Tiberufer zu verbinden, hat Kardinal Odoardo 1603 doch noch ausgeführt, indem er den Passetto über die Via Giulia errichten ließ, der ihm einen bequemen Zugang zu seinem Rückzugsort am Tiberufer, den Palazzetto di Ordoardo, ermöglichte. Nach dem Tod Odoardos 1626 wohnte kein Farnese mehr im Palast, die museale Residenz wurde von den Herzögen von Parma vermietet und als Fundus wertvoller Antiquitäten zur Ausstattung ihrer Villen und Paläste gesehen.
Erst im 19. Jahrhundert, nachdem der Palast durch Erbfolge in den Besitz der Bourbonen gelangt, war, sind architektonische Veränderungen und Restaurierungen wieder zu verzeichnen, erstmals 1818 anlässlich der Verhandlungen von König Ferdinand I. (Sizilien) zum Konkordat mit dem Heiligen Stuhl. Nachdem 1860 der Palast Sitz der Exilregierung des letzten Königs von Sizilien Franz II. wurde, erfolgten eine Sanierung durch den neapolitanischen Architekten Antonio Cipolla sowie eine Instandsetzung der Fresken und Dekorationen der Räume im Piano Nobile durch die Gebrüder Grassi.
Der französische Staat unternimmt laufende Restaurierungsmaßnahmen im Rahmen seines Pachtvertrages. So wurden 1958 die Fresken der Gebrüder Carracci erstmals saniert, 1975 die Sala dei Fasti und der doppelte Fries in der Stanza del Cardinale. Die Galleria Farnese erfuhr 1994 eine strukturelle Gesamtsanierung. Ab 1997 setzte die Botschaft ein umfassendes Sanierungsprogramm in Gang, ausgehend von der Hauptfassade, die wieder ihren Originalfarbton erhielt. Es folgten in den Jahren 2000–2001 der Cortile sowie das Vestibül und 2002 abschließend die Gartenfassade. Gleichzeitig wurden 2002 die Restaurierungsarbeiten im Salone d’Ercole aufgenommen. Die Arbeiten der französischen Botschaft in Italien erfolgten in wissenschaftlicher und bautechnischer Zusammenarbeit mit dem italienischen Ministerium für Kulturgüter und Tourismus (Italien). 2013 begannen erneut Restaurierungsarbeiten in der Galleria Farnese.

## Nutzungsgeschichte

### Die Farnese

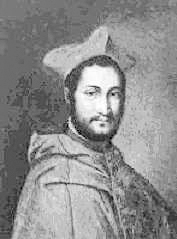
Kardinal Ranuccio Farnese (1530–1565)

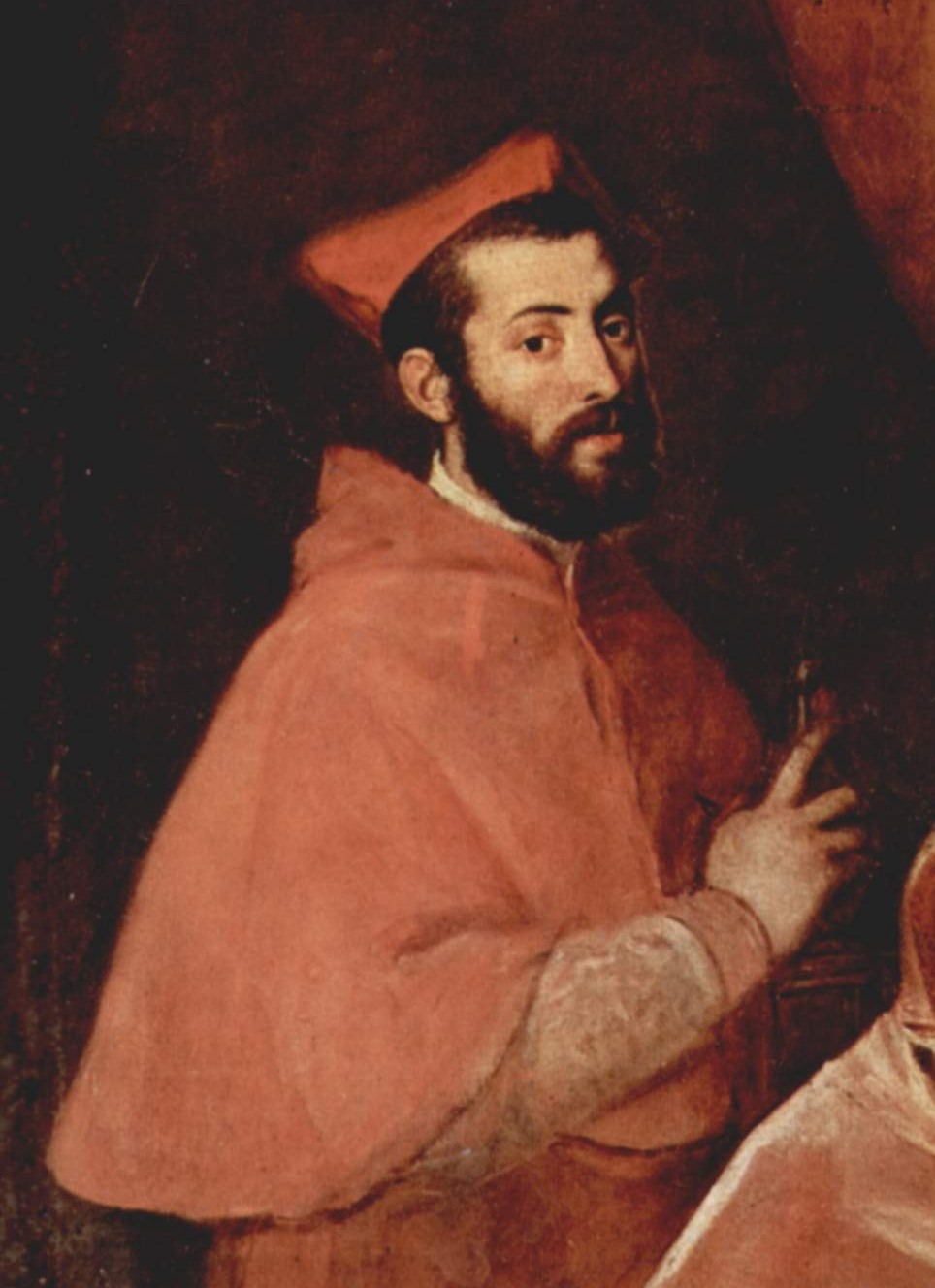
Alessandro Farnese, der Große Kardinal; Ausschnitt aus dem Gemälde Papst Paul III. und seine Nepoten von Tizian, 1568

Alessandro Farnese, der spätere Papst Paul III., wohnte als Kardinal vermutlich bereits in dem Haus des Kardinal Ferriz, bevor er es 1495 erwarb und anfänglich renovieren ließ. Nachdem er 1517 einen Neubau errichten ließ und mit seinem Hofstaat nach Trastevere umsiedelte, konnte im Frühling des Jahres 1519 Papst Leo X. das noch nicht vollendete Werk besichtigen. 1526 wohnten in dem Palast bereits 366 Personen, so viele Personen umfasste die famiglia, der Hofstaat des Kardinals. Nach seiner Wahl zum Papst übergab er den Palast seinem Sohn Pierluigi. Nach dem Tod des Papstes war Kardinal Ranuccio Farnese, ein Enkel Pauls III., der erste, der den Palast ab 1544 zu seiner Residenz machte. Der von der Familie sehr geschätzte Miniaturenmaler Giulio Clovio, Schöpfer eines kunstvollen Stunden- und später eines Evangelienbuchs, erhielt eine Wohnung im Palazzo, die er bis zu seinem Tod 1548 behielt. Während des Krieges um Parma von 1551–52 waren die Farnese von Papst Julius III. aus Rom verbannt worden, nachdem sie sich unter französischen Schutz gestellt hatten. Ihre Güter waren beschlagnahmt und die Einrichtung des Palazzo verkauft worden, auch um ihrer Bereicherungspolitik ein Ende zu bereiten. Kardinal Ranuccio Farnese kehrte 1552 nach dem Waffenstillstand wieder in den Palast zurück. 1553 nahm Kardinal Jean du Bellay, der erste Botschafter König Heinrichs II., als Gast der Farnese Residenz im Palast. Von Kardinal Odoardo Farnese (1573–1626), dem Sohn des Herzogs von Parma, Alessandro Farnese, ist überliefert, dass er mit größtem Prunk und einem Hofstaat von 300 Personen im Palazzo Farnese residierte. Kardinal Odoardo war der letzte direkte Farnese-Nachfahre Papst Pauls III., der den Palast bewohnte. Seine Erben, die Herzöge von Parma, hatten keine Bindungen zum Papsttum und daher keinen Anlass, den Palast in Rom zu ihrer Residenz zu machen. Herzog Odoardo I. Farnese von Parma vermietete 1635 den Palast den Botschaftern der Könige von Frankreich. So blieb der Palast bis 1688 Sitz der französischen Botschafter. Bedeutende Bewohner des Palastes, die ihn stets zu repräsentativen Zwecken nutzten, waren während dieser Zeit: Kardinal Alphonse-Louis du Plessis de Richelieu als Botschafter seines Bruders Kardinal Richelieu 1634–1636 sowie der Herzog Charles III. de Créquy, der von 1662 bis 1665 Botschafter Frankreichs in Rom war. Von 1636 bis 1648 bewohnte der Marschall von Frankreich François-Annibal d’Estrées als außerordentlicher Gesandter den Palast. Der von Ludwig XIV. bestellte Henry Charles de Beaumanoir-Lavardin stellte sich der von Papst Innozenz XI. verfügten Einschränkung der Exterritorialität der Botschaften in Rom entgegen und besetzt 1678 den Palazzo Farnese mit Waffengewalt. Erst zu Beginn des 18. Jhd. bewohnte mit Francesco Farnese, Herzog von Parma, den inzwischen schwer beschädigten Palazzo Farnese wieder ein der Familie entstammender Nachfahre.
Eine der berühmtesten Bewohnerinnen des Palastes war Königin Christine von Schweden. Sie residierte von 1655 bis 1658 als Gast Ranuccios II., des Herzogs von Parma, im Palast. 1656 gründete sie hier einen Dichterzirkel, die spätere Accademia dell’Arcadia, und gab jeden Mittwoch einen Empfang, sodass Adelige, Geistliche und Künstler Gelegenheit hatten, die Schönheiten des Palasts zu bewundern, die der Öffentlichkeit lange Zeit vorenthalten worden waren. Dadurch machte sie Mitte des 17. Jhd. den Palazzo Farnese zum gesellschaftlichen, literarischen und künstlerischen Zentrum Roms.
Zahlreiche Künstler fanden Aufnahme im Palazzo Farnese: El Greco war über Vermittlung des Giulio Clovio um 1570 Gast seines Mäzens, des Großen Kardinals Alessandro. Nicolas Poussin war ab 1643 Gast des Botschafters Duc de Créquy. Charles Le Brun kam auf Empfehlung von Nicolas Poussin in den Palast.

### Die Bourbonen
Mit dem Tod Francescos (1727) stirbt die Familie Farnese im Mannesstamm aus und Elisabetta Farnese, verheiratet mit König Philipp V. von Spanien, übernimmt das gesamte Erbe der Farnese. Damit geht auch der Palazzo Farnese in den Besitz der spanischen Bourbonen über. Karl III., der Sohn Elisabettas und Philipp V. ist Erbe des Palastes. Karl III. und sein Sohn Ferdinand I. überführten die Sammlungen von Gemälden und Kunstobjekten in ihre Residenz nach Neapel. Die Bourbonen behalten den Palast als Sitz ihrer diplomatischen Vertretung in Rom. 1808 residierte Joachim Murat als König von Neapel kurze Zeit im Palast. Nach der Einnahme Neapels durch Giuseppe Garibaldi gehen 1861 Francesco II., der letzte König beider Sizilien, und seine Frau Marie Sophie von Bayern ins Exil nach Rom und nehmen Zuflucht im Palazzo Farnese, der damit bis 1870 Sitz der königlichen Exilregierung wird. Der letzte bourbonische Erbe Alfons XII., König beider Sizilien, übernahm 1874 den Palast und ließ ab dem gleichen Jahr die Französische Botschaft im Piano Nobile residieren. Im zweiten Stock wird 1875 die École française de Rome mit ihrer umfassenden Bibliothek eingerichtet, die bis heute in dem Palazzo ihre Forschungstätigkeit wahrnimmt. Alfons XIII. verkaufte 1911 den Palazzo Farnese an die französische Republik.

### Italienischer Besitz
Die italienische Regierung unter Benito Mussolini erwarb 1936 den Palazzo, indem sie das vertraglich vereinbarte Vorkaufsrecht ausübte, überführte ihn in Staatsbesitz und überließ aber die Nutzung der französischen Republik für ihren italienischen Botschaftssitz in Rom für 99 Jahre und zu einem symbolischen Preis. Mit der Pacht übernahm Frankreich die Auflage der Instandhaltung, was die Verpflichtung beinhaltet, die gesamte Bausubstanz und die wertvollen Fresken des Palazzo Farnese zu erhalten.
Von Dezember 2010 bis April 2011 war der Palast anlässlich der Ausstellung Palazzo Farnese, von der Renaissance bis zur französischen Botschaft erstmals einer breiten Öffentlichkeit zugänglich. In diesem Zusammenhang konnten 140 Gemälde, Statuen, Möbel und architektonische Details des Gebäudes gezeigt werden.

## Äußere Gestaltung

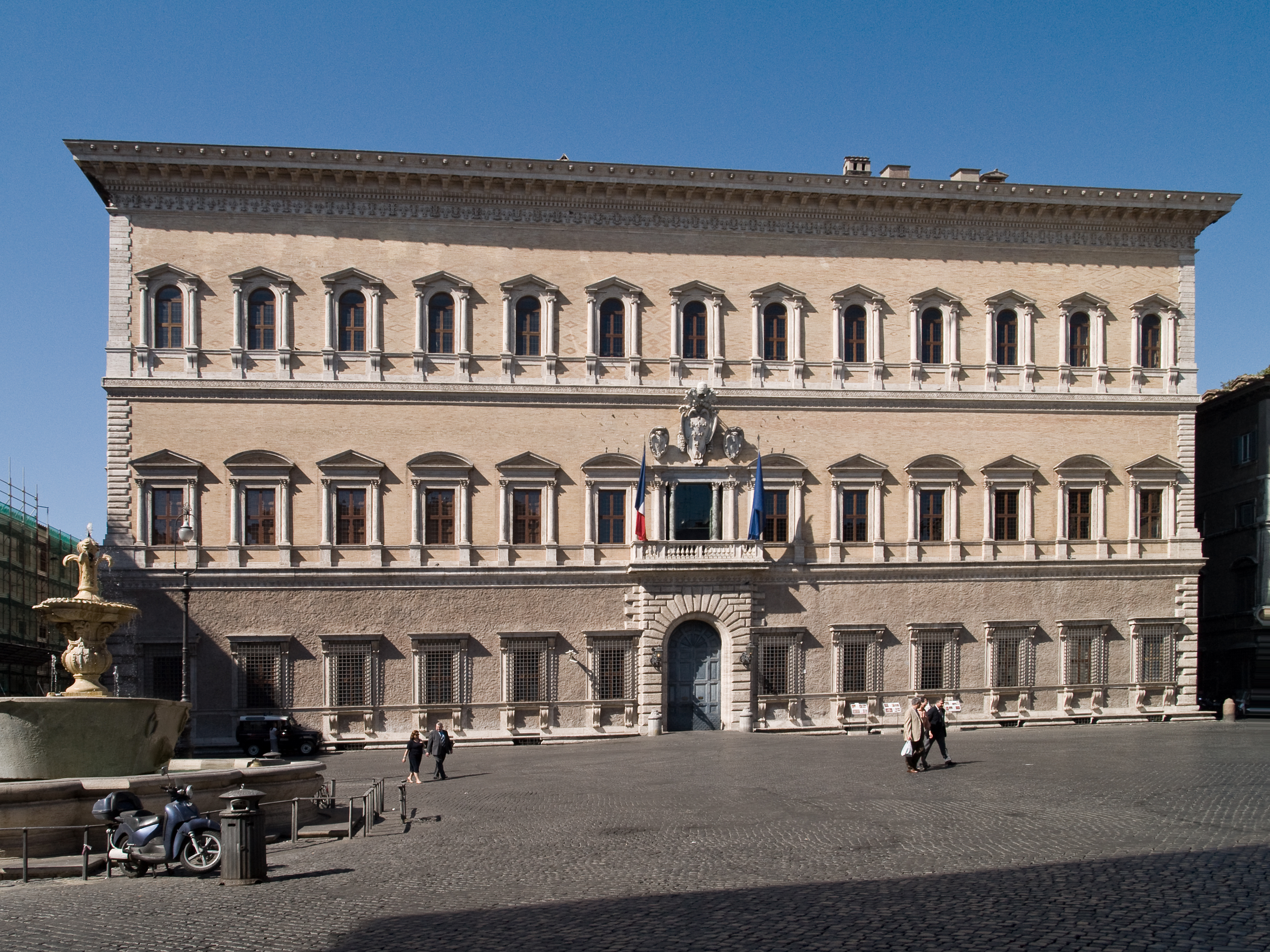
Hauptfassade des Palazzo Farnese

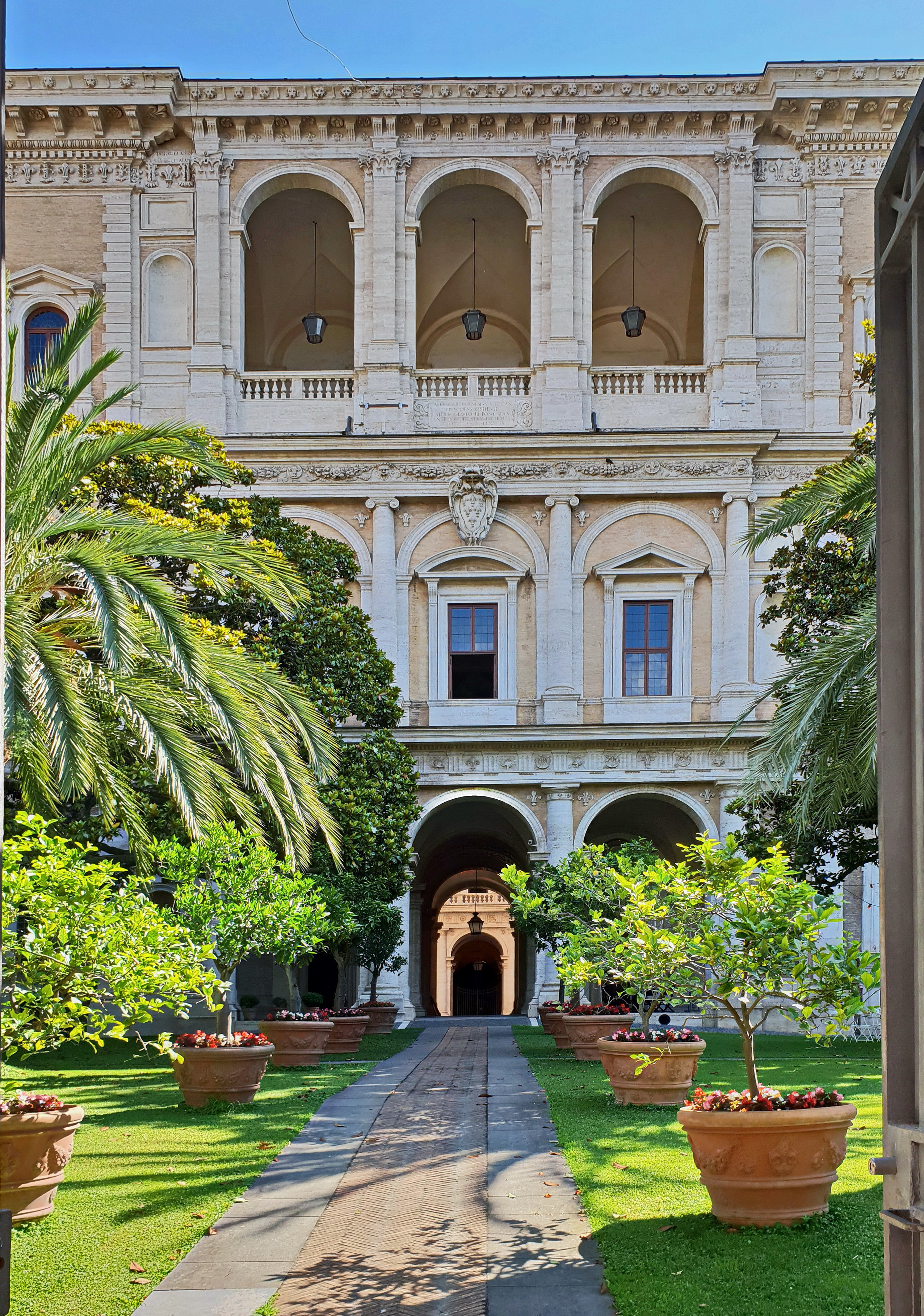
Gartenfassade des Palazzo Farnese, Via Giulia

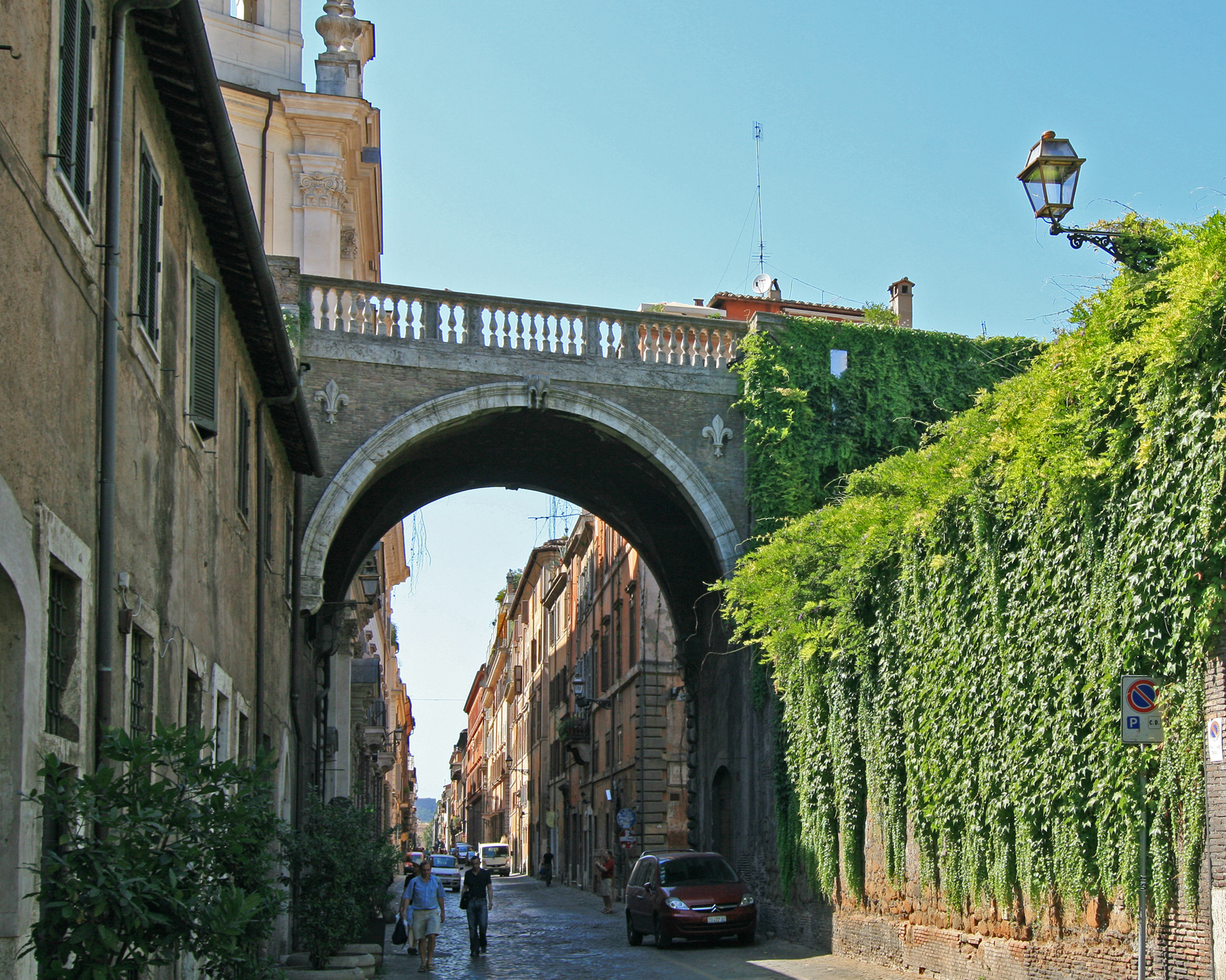
Passetto Farnese über die Via Giulia

Der rechteckige, freistehende Baukörper, der ihm den Spitznamen Dado (Würfel) einbrachte, besteht aus einem Fassadentrakt, zwei Seitenflügeln und einem Gartentrakt, die einen mittigen Arkadenhof (Cortile) umschließen. Der Bau enthält im unteren Geschoss keine Geschäfte, wie es in den früheren Palastbauten üblich war. Die Mauern sind in Ziegelbauweise errichtet, die Vorlagen an den Eckquadern, den Fensterädikulen und den Portalen sind in dem in Rom bevorzugten Travertin plastisch herausgearbeitet. Das hierfür verwendete Baumaterial soll dem damals als Steinbruch dienenden Colosseum entstammen.

### Die Fassaden

#### Hauptfassade zur Piazza Farnese
Die zur Piazza Farnese weisende Hauptfassade des Palastes entstand zwischen 1541 und 1547 nach den neuen Plänen von Sangallo bzw. Michelangelos. Sie hat eine Breite von 57 Meter und eine Höhe von 29 Meter. Der Entwurf Antonio da Sangallos steht in der Architekturtradition eines Donato Bramante und eines Raffael im Sinne des klassischen Aufbaus einer Renaissance-Fassade. Die streng horizontale und symmetrische Ordnung wird bestimmt durch die dreigeschossige Architektur, gegliedert durch ausgeprägte Gurtgesimse und die durch Säulen oder Pilaster betonten Fensterädikulen. Die heutige Farbgebung unterstreicht diesen Charakter. Die Eckrustika wandeln sich vom Erdgeschoss zum dritten Geschoss von groben Bossen zu verfeinerten Plattenbossen. Das Erdgeschoss wird durch ein mächtiges mit Rustikaquadern gefasstes Tor beherrscht. An den beiden Seiten befinden sich je sechs, auf Kniekonsolen gestützte vergitterte Fenster mit einfachen Fenstergesimsen und darunter die für Stadtpaläste typische Sitzbankreihe. Über dem Tor bildet das breite, mittlere Fenster mit dem davor gelagerten Balkon und dem darüber angebrachten Lilien-Wappen der Farnese – das größte Wappen mit päpstlicher Tiara in Rom – die Ehrenloggia und damit den Blickfang der Fassade. Die je sechs Fenster an den Seiten zeigen abwechselnd Dreiecks- und Segmentgiebel, eingefasst durch Halbsäulen. Im zweiten Stock sind die 13 rundbogige Fenster auf Kniekonsolen gestützt und mit einheitlich gekröpften Dreiecksgiebeln versehen. Die Anhebung des obersten Stockwerks um drei Meter und das mehrgliedrige Kranzgesims mit dem ausgeprägten Lilienfries, dem heraldischen Zeichen der Farnese, geht auf Michelangelo zurück und erzeugt die machtvolle, einzigartige Wirkung der Fassade, die bereits zu Lebzeiten von Michelangelos vielfach bewundert wurde.

#### Fassade zur Via Giulia
Die südwestliche Fassade weist in Richtung Tiber und den Garten des Palastes. Sie wurde ab 1549 nach Entwürfen Michelangelos und Zeichnungen Vignolas von Giacomo della Porta fertiggestellt. Letzterer entwarf die zentrale Loggia mit Bögen im obersten Geschoss, die doppelt so hoch sind wie die benachbarten Fenster.
Die Seitenfassaden zur Via dei Farnesi (Abb.) und Via del Mascherone (Abb.) übernehmen die dreigliedrige Aufteilung der Hauptfassade, ebenso das mächtige, mehrgliedrige Kranzgesims, das den Palast auf allen Seiten umgibt.

### Garten
Eine kleine Gartenanlage schließt den Palazzo zur Via Giulia hin ab. Die ursprünglichen Pläne Michelangelos sahen vor, den Farnesischen Stier aus den Caracalla-Thermen in der Blickachse zu positionieren. Die spektakulärste und technisch aufwendigste Skulpturengruppe, die aus der Antike erhalten geblieben ist, wurde im August 1545 in den Caracalla-Thermen in Rom ausgegraben und ist ab dem 4. Januar 1546 im Palazzo Farnese aufgestellt. Um 1550 wurde sie auf den Rat Michelangelos hin restauriert und im zweiten Hof, dem heutigen Garten, aufgestellt, wo sie als Brunnen diente. Um 1588 wurde die Gruppe jedoch von dieser Funktion entbunden und von einer Umbauung geschützt, wobei sie jedoch weiterhin problemlos besichtigt werden konnte.

### Palazzetto di Odoardo
In den zum Tiber hin abfallenden Garten des Palazzo Farnese ließ Kardinal Odoardo Farnese einen kleinen Palast (palazzetto), auch Eremo del cardinale (Einsiedelei des Kardinals) genannt, seinen privaten Rückzugsort errichten. Odoardo sollte dessen erster und letzter Bewohner sein. Die Privatgemächer waren vom Palast über eine Terrasse und den 1603 fertig gestellten Passetto Farnese über die Via Giulia erreichbar. Auf dem Prospectus (Abb.) des Antonio Tempesta, ergänzt 1645, sind die Terrasse und der Passetto eingezeichnet. Wegen der benachbarten Kirche Santa Maria dell’Orazione e Morte nannte er den Palazzetto Casino della Morte. Umgeben war dieses kleine Gebäude von einem Giardino segreto (Privatgarten). Die Innenräume waren mit Fresken von Annibale Carracci geschmückt, die 1603 von seinen Schülern Domenichino und Giovanni Lanfranco fertig gestellt wurden. Der Palazzetto und damit auch der größte Teil der Ausschmückung fiel der Regulierung des Tibers nach 1870 zum Opfer. Lediglich einige Teile der Fresken Domenichinos wurden gerettet; sie sind heute im Salone delle Firme im Piano Nobile des Palastes erhalten: Der Tod des Adonis, Apollo und Hyazinth, sowie Narziss, sein Spiegelbild betrachtend. Weitere der geretteten Fresken von Giovanni Lanfranco Paulus von Theben, Symeon Stylites und Antonius der Große befinden sich heute in der benachbarten Kirche Santa Maria dell’Orazione e Morte.

## Innenausstattung

Grundriss Erdgeschoss

### Erdgeschoss

#### Vestibül (A)
Zum Cortile führten ursprünglich drei Durchfahrten, heute besteht nur noch der Haupteingang mit der nordöstlich gelegenen Vorhalle. Sie liegt in der symmetrischen Achse des Gebäudes und verlängert sich nach dem Cortile auf der gegenüberliegenden Seite in einen tonnengewölbten Gang hin zum Garten und zur Via Giulia. Die 12 Säulen aus grauem und rosa Granit, die den dreigliedrigen Aufbau trennen, sind Spolien aus antiken Bauwerken. Um sie auf dieselbe Höhe wie die Pilaster des Cortile zu bringen, hat Sangallo sie auf hohe Piedestale gestellt. Das kassettierte Tonnengewölbe der Durchfahrt ist mit Lilien und Einhörnern, den Symbolen der Farnese, geschmückt. Die Seitenwände sind durch einen Wechsel von Nischen und Halbsäulen aus Travertin gegliedert, in den Nischen sind Büsten römischer Kaiser aufgestellt.

#### Cortile (B)
Jede Seite des quadratisch angelegten Innenhofes besteht aus fünf Arkadenbögen, die massiven Pfeiler zeigen dorische Halbsäulen mit einem Lilienfries auf hohen Piedestalen. Ein dekoratives Triglyphenfries mit Waffen, Helmen und Schilde, ein Gurt- und ein Sockelgesims schaffen den Übergang zum Piano Nobile. Als Vorbild soll das damals wieder entdeckte Marcellustheater gedient haben. Gegenüber dem Vestibül führt in der Mittelachse ein Torbogen zum Garten. Die Arkaden des Erdgeschosses setzen den Rhythmus der Gliederung nach oben fort. Michelangelo, der den Innenhof vollendete, behält den für das Piano Nobile vorgesehenen ionischen Stil der Halbsäulen bei und schließt die Fenster mit dreieckigen Giebeln ab. Ein schmaler Architrav, ein Fries mit Fruchtgirlanden, Grotesken und Lilien trennen den Piano Nobile vom obersten Geschoss, unterbrochen durch kleine Fenster im breiten Sockel, die ein Mezzaningeschoss andeuten. Im obersten Stock wiederholt sich die vertikale Gliederung in Form von Bündelpilastern, mit Kompositkapitellen im Stil der klassischen Säulenordnung. Die Fenster sind mit Segmentgiebeln abgeschlossen, deren Felder Bukranien zieren – als Zeichen der Frömmigkeit und Gottesfurcht. Ein Fries und ein Kranzgesims schließen den Cortile nach oben ab. Die Innenwände des Arkadengangs sowie die Portale werden durch Travertin-Pilaster mit dorischen Kapitellen gegliedert. Der Cortile gilt als einer der schönsten und formvollendesten Innenhöfe Roms. In den Arkaden an der Gartenseite befinden sich zwei antike Sarkophage.

### Piano Nobile

Grundriss Piano Nobile

Die Repräsentationsräume in der ersten Etage machen die Prachtentfaltung und das luxuriöse Leben zum Programm. Eine breite überwölbte Ehrentreppe (12) führt von der Ostecke des Cortile zum Piano Nobile.

#### Sala dei Fasti Farnese (Prunkraum) (1)
Der Repräsentationsraum verewigt die heroischen Taten berühmter Vorfahren der Familie Farnese und huldigt dem Ruhm Papst Paul III. 1552 beauftragte Kardinal Ranuccio Farnese den Maler Francesco Salviati, die Seitenwände des Raumes mit der Ehrenloggia mit Fresken auszustatten, die die Siege der Farnese und die glorreiche Geschichte der Familie wiedergeben. Nach dem Tode Francesco Salviatis wurden die Brüder Taddeo und Federico Zuccari mit der Fertigstellung dieser Fresken und der Freskierung der kurzen Wänden betraut. Der Raum wird von einer goldenen, von Sangallo entworfenen Kassettendecke überdeckt. Er dient heute als Arbeitszimmer des Französischen Botschafters.
An der rechten Wand vom Eingang:
Im Zentrum sitzt Papst Paul III. als Apotheose des Glanzes der Familie und Begründer des Reichtums. Die Kartusche darüber zeigt die Tiara, gehalten von den symbolischen Figuren der geistlichen und weltlichen Macht. Im linken Bildfeld vermittelt der Papst 1538 den Frieden von Nizza zwischen Kaiser Karl V. und dem französischen König Franz I. Im rechten Bildfeld im Vordergrund zwei diskutierende Personen, nach gängiger Interpretation: Martin Luther und der Dominikaner-General Kardinal Cajetan vor der Darstellung der Einberufung des Konzils von Trient im Jahr 1545 unter Paul III. Die Figuren auf dem rechten und linken Bildrahmen sind die Allegorien des Friedens und des Ruhmes. Über den Szenen prangen die Wappen der Farnese, blaue Lilien auf goldenem Grund.
An der linken Wand vom Eingang:
Salviati wählte den gleichen Bildaufbau, dieses Mal im Zentrum sitzend mit Schild und Lanze ist Ranuccio Farnese il Vecchio, als Aeneas dargestellt, der seine Feinde besiegt hat. In der Kartusche darüber reicht Venus ihm die von Vulcanus geschmiedeten Waffen wie Schwert, Beinschiene und Helm. Im linken Feld neben Ranuccio überreicht Papst Martin V. ihm die Insignien als Heerführer, den Kommandostab und den Helm – wieder gekrönt mit dem Wappen der Farnese. Im Feld rechts von Ranuccio, der vom römischen Senat entsandte Capitano generale Pietro Farnese (1310–1363) auf dem Schimmel, der 1363 die Pisaner in der Schlacht von Bagno a Vena besiegt, darüber ein Wappen der Farnese als Gonfaloniere der Kirche. Am linken äußeren Rand der Szenen wacht der Kriegsgott Mars mit dem Cerberus zu Füßen, im rechten Bildrand die Göttin Minerva mit Helm, Schild und Schlange.

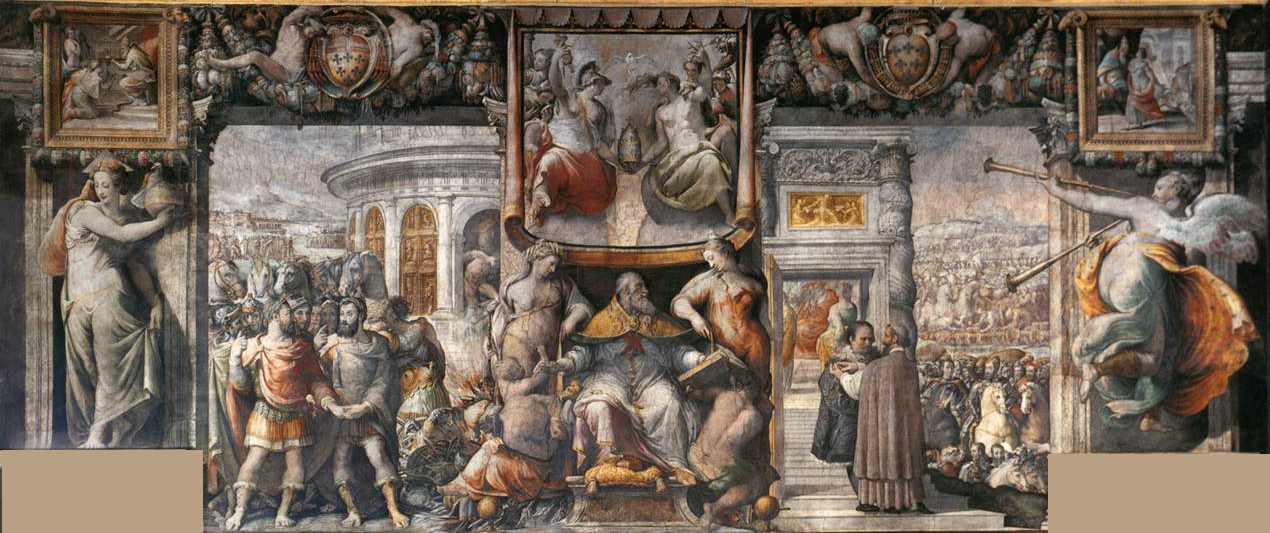
Verherrlichung Paul III. – Francesco Salviati (rechte Seite)
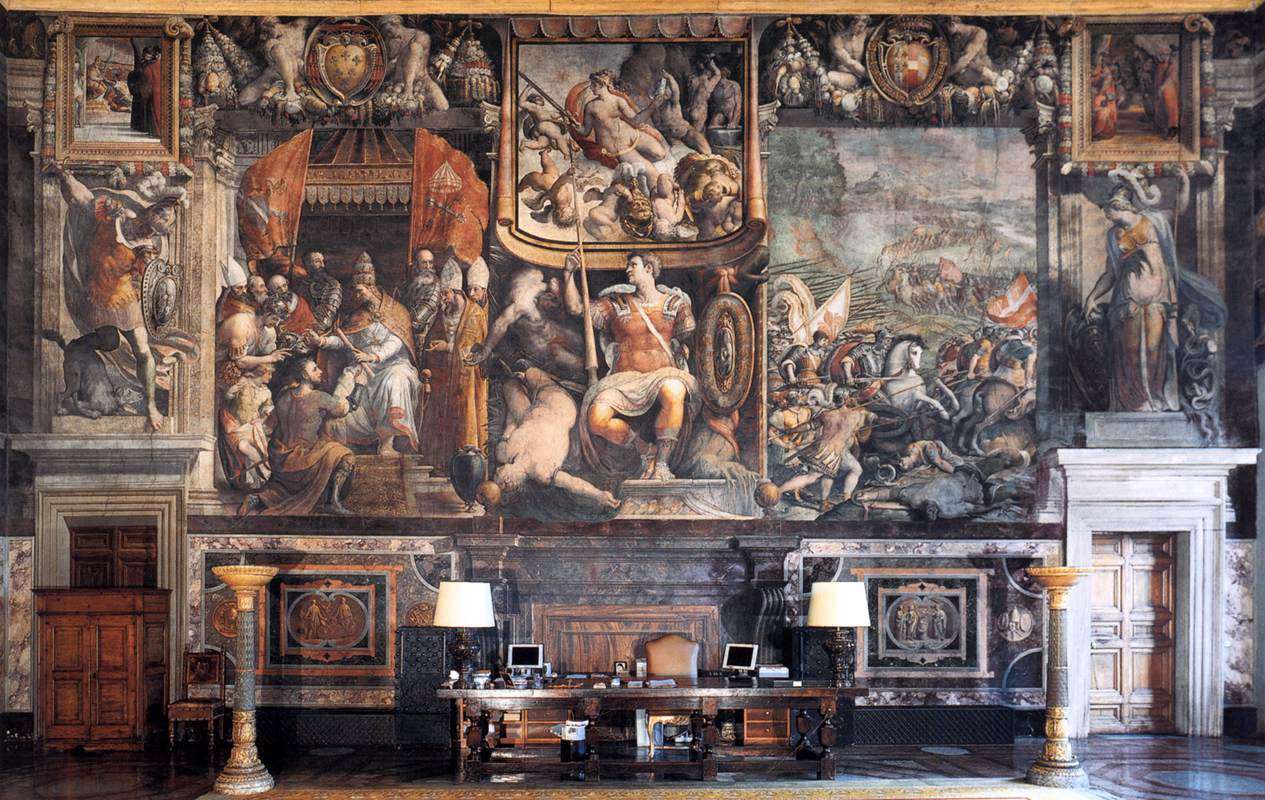
Verherrlichung Ranuccio il Vecchio – Francesco Salviati (linke Seite)

Die Szene über der Eingangstür stellt Pietro Farnese als Gründer von Orbetello (1100) dar, gerahmt von allegorischen Figuren. Gegenüber dem mit Marmorsäulen gesäumten Ausgang zur Loggia des Michelangelo findet das Fresko Der Condottiere Pietro Nicola Farnese in der Schlacht von Bologna (1360).

#### Salone d’Ercole (Salon des Herkules) (2)
Der Salon des Herkules verdankt seine enormen Ausmaße den Entwürfen von Giuliano da Sangallo und Michelangelo. Sangallo hatte ursprünglich einen repräsentativen Saal von 300 Quadratmetern über zwei Ebenen an der Nordecke des Piano Nobile vorgesehen. Die Erhöhung der Fassade infolge der Konstruktion, veranlassten Michelangelo, auch die Decke des Raumes auf 18 Meter bis zum Dach zu erhöhen. Kardinal Odoardo verwarf den Plan, diesen Raum durch Annibale Carracci bemalen zu lassen. Die Wände blieben ohne Freskenschmuck. Lediglich die Büsten römischer Kaiser in 18 vergoldeten Nischen und zwei Gobelins aus dem 17. Jahrhundert schmücken die Wände. An der Südost–Seite des Raumes ist eine Kopie des Herkules Farnese aufgestellt, nach dem der Raum benannt ist. Das Original dieser berühmten Skulptur befindet sich heute im Archäologischen Museum in Neapel. Die Nordwest–Seite ziert ein Kamin aus polychromen Marmor, nach einem Entwurf Vignolas. Die blauen Lilien der Farnese und die Inschrift RANUTIUS FARNESIUS CARD. verweisen auf Kardinal Ranuccio Farnese. Die Skulpturen an den beiden Seiten des Kamins sind Werke des lombardischen Bildhauers Guglielmo della Porta und waren ursprünglich für das Grabmal Pauls III. im Chor von St. Peter bestimmt. Es sind die Allegorien Die Abundatia(Überfluss) und  Die Pax(Friede). Die hoch an den Wänden angebrachten Gobelins sind Kopien der berühmten Fresken Raffaels in den Stanzen des Vatikans: über dem Kamin Papst Leo der Große begegnet dem Hunnenkönig Attila und an der Südwest–Wand Der Brand im Borgo. Die Kassettendecke aus Zedernholz geht auf einen Entwurf von Sangallo zurück.

#### Stanza del Cardinale (Zimmer des Kardinals) (3)
Das Zimmer des Kardinals an der nördlichen Seite des Piano Nobile diente den Kardinälen Ranuccio und später Alessandro als Aufenthaltsraum. Er wird dominiert von einer aufwendig gestalteten, goldenen Kassettendecke mit einem umlaufenden, reich verzierten, doppelten Fries, die auf Entwürfe von Sangallo zurückgehen. Vermutlich war es Paul III., der um 1547 Daniele da Volterra mit der künstlerischen Ausgestaltung des Raums beauftragte. Die Malereien in zwölf Medaillons im oberen Friesband der vier Wände stellen den Mythos des Bacchus dar. Es ist ein doppelter Zyklus, auf dem der Ruhm der Farnese und der Kirche darstellt ist: Das Einhorn, das Wappentier der Farnese, welches die Feinde durchbohrt; die Legenden um den Triumph des Bacchus über den betrunkenen Silen auf dem Esel mit dem Pfeil in der Stirn; die Mänaden zerreißen den Pentheus. Die Stuckverzierungen mit geflügelten Putten zwischen den Fresken, die Tücher mit goldenen Fransen, die Sphingen, Reihen von Girlanden aus Weinlaub und groteske Masken zeugen von der Kunst des Stuckateurs.

#### Camerino dei possedimenti (Umkleideraum) (4)
Francesco II., der letzte König beider Sizilien, ging nach seiner Absetzung ins Exil nach Rom und errichtete seine königliche Residenz im Palazzo Farnese. Der neapolitanische Architekt Antonio Cipolla wurde beauftragt, diesen und einige angrenzende Räume im Piano Nobile in geeigneter Weise auszugestalten. Der Raum zeichnet sich durch Grotesken–Malereien im pompejanischen Stil aus. Die Paneele an den Wänden zeigen Ansichten von Orten, die zum Besitztum der Farnese gehörten: Caprarola, Parma und Piacenza. An der Decke das Wappen der Farnese unter der Krone des Königreiches Neapel.

#### Camerino d’Ercole (Kabinett des Herkules) (5)

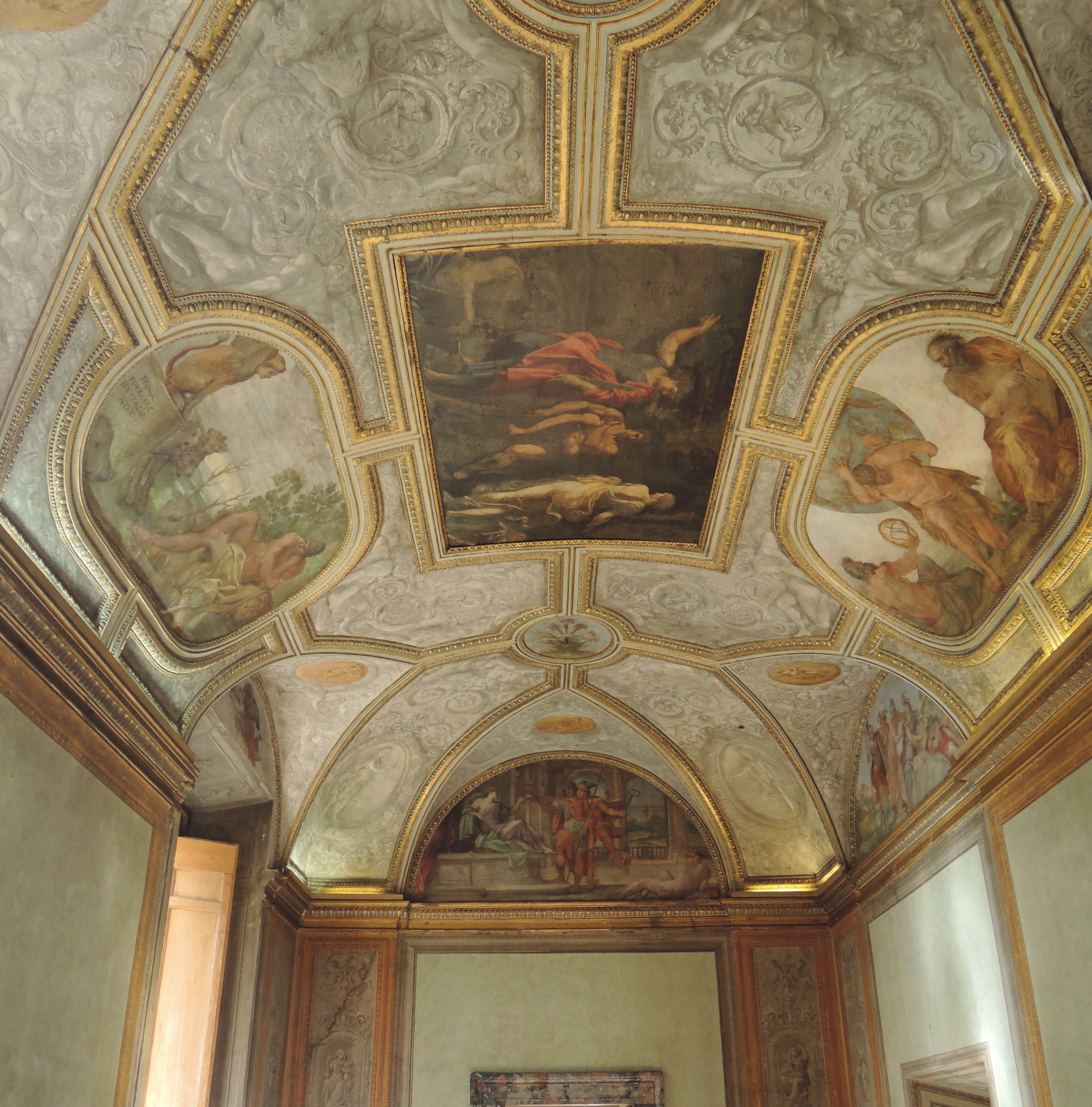
Camerino d’Ercole; Decke

1594 beauftragt Kardinal Odoardo Farnese den Maler Annibale Carracci diesen auch Gabinetto del Cardinale oder Camerino Farnese genannten Raum im Palast zu dekorieren. Es ist dies die erste Arbeit des Annibale in Rom (1595 – 1597), bevor er die anspruchsvolle Arbeit an der Galleria (11) aufnahm.
Die Fresken an der gewölbten Decke des Schlafgemachs des Kardinals zeigen in sechs Feldern den Hausherrn Odoardo in Gestalt des Herkules. Das mythologische Programm erarbeitete der langjährige Berater und Archivar der Familie Farnese Fulvio Orsini, auf den auch die griechischen Inschriften zurückgehen. Die Decke ist durch ein vergoldetes Rahmenwerk in unregelmäßige Felder gegliedert. In der Mitte der Decke befindet sich das rechteckige Gemälde Herkules am Scheideweg, als nachdenklicher Riese zwischen Laster und Tugend. Die Frau in weißem Gewand rechts symbolisiert das Vergnügen. Die Tugend, die Frau links mit Schwert, zeigt in Richtung Pegasus, auch ein Symbol für die Familie Farnese. Das originale Ölgemälde befindet sich seit 1662 im Museo di Capodimonte in Neapel. An den Seiten des Bildes zeigen zwei Medaillons das Wappenschild des Kardinals: Drei purpurne Lilien zusammengebunden mit einem Band, das die Inschrift Ich glaube mit Gottes Hilfe in griechischer Sprache trägt. Die beiden ovalen Seitenbilder stellen Herkules von seinen Kämpfen ausruhend und Herkules, den Atlas tragend dar. Der komplexe Deckenzyklus setzt sich in den Lünetten fort, in denen die Tugenden in Form mythologischer Episoden dargestellt werden.
An den Stirnseiten des Zimmers befinden sich zwei Szenen aus der Odyssee: Odysseus mit Circe und Odysseus an den Mast gefesselt, um dem Gesang der Sirenen zu entgehen. Zwei weitere Lünetten des Zimmers enthalten die Sage von Amphinomos und Anapias, sowie den Tod der Medusa, dazu fliegende weibliche Genien mit Lorbeerkränzen. Die freien Flächen des Raums sind mit Grisaille bedeckt, die Stuckverzierungen vortäuschen.

#### Camerini (Kabinette) (6)
Die Grotesken in den Kreuzkuppeldecken und an den Wänden dieser beiden Räume stammen aus der Zeit der Umbauten und Umwidmungen durch Antonio Cipolla Mitte des 19. Jhds.

#### Salone delle Firme (Salon der Unterschriften) (7)
An den Wänden des Raumes sind drei Fragmente von abgelösten Fresken angebracht, die aus dem Palazzetto di Ordoardo stammen. Diese Fresken waren 1603 von Domenichino unter dem Einfluss Annibale Carraccis für Kardinal Odoardo angefertigt worden. Dargestellt sind Apollo und Hyazinth, Der Tod des Adonis und Narziss, sein Spiegelbild betrachtend. Die Kassettendecke zeigt im Zentrum das Wappen der Farnese.

#### Salone giallo (Gelber Salon) (8)
An den Wänden des Raumes hängen zwei wertvolle Gobelins. Der Fries wurde zwischen 1862 und 1863 von Antonio Cipolla entworfen. Das Zentrum der prächtigen Kassettendecke ziert das Wappen des Großen Kardinals Alessandro Farnese; in den vier Feldern die Symbole diverser Farnese-Familienmitglieder: Pegasus, Lilien, Schild und Schiff.

#### Salone bianco (Weißer Salon) (9)
Dieser Salon wird auch das Zimmer der Königin Christine genannt, da ihn die Königin von Schweden vom Dezember 1655 bis Juli 1656 bewohnte. An der Kassettendecke das Wappen des Kardinals Odoardo Farnese. Ein Fenster öffnet sich zum Garten und eine Tür führt zur 1603 gebauten Terrasse, und weiter zum Passetto, der den Palast mit dem Palazzetto di Odoardo verbindet. Die Terrasse wurde auch als Tribüne benutzt, von der aus die Festgesellschaft, vor allem während des Karnevals, Pferderennen durch die Via Giulia verfolgen konnte. Ebenso diente sie für nächtliche Feste am Tiber. Die Räume darunter, der einstige Saal für das Ballspiel Pallacorda, dienen heute als Kinosaal der Botschaft.

#### Salone rosso (Roter Salon) (10)
Der Raum wurde auch Salon der Philosophen genannt, da bis 1787 die Büsten antiker Philosophen und griechischer Dichter aufgestellt waren. Kardinal Odoardo Farnese ließ in diesem Salon die von ihm erworbenen Marmorstatuen Venus Kallipygos und die Kauernde Venus aufstellen. Diese Statuen befinden sich heute im Archäologischen Museum in Neapel. Zwei wertvolle Gobelins zieren die Wände: Hochzeit der Psyche nach Giulio Romano und die Hochzeit des Zephyr mit Flora nach Pierre Mignard. Der Kamin besteht aus polychromem Marmor. Die vergoldete Kassettendecke stammt aus dem 16. Jahrhundert. Um 1860 ließ Antonio Cipolla auch hier die Dekoration des Frieses neu gestalten.

#### Galleria Farnese (11)
Die Beziehungen der Farnese zu der Künstlerfamilie Carracci aus Bologna gehen auf deren Arbeiten für den Herzog von Parma, Ranuccio I. Farnese, den Bruder des Kardinals Odoardo, zurück. 1597, nach Vollendung der Fresken im Camerino d’Ercole (Kabinett des Herkules), begann Annibale Carracci mit der Freskierung der zur Via Giulia gerichteten Großen Galerie, die in Form einer antiken Loggia mit drei Glasfenstern und einem tiefen Tonnengewölbe gestaltet ist. Sie misst 20 × 6 Meter und war ursprünglich der Saal, der zur Aufstellung der antiken Statuen diente. Auf seinen Bruder Agostino Carracci gehen wahrscheinlich die Szenen Galatea und Kephalos und Aurora auf dem Gesims zurück. Dieser verließ bereits 1600 Rom, sodass sein Bruder Annibale Carracci mit seinen ebenfalls aus Bologna stammenden Schülern Francesco Albani und Domenichino den größten Teil der Arbeiten ausführte und 1604 vollendete. Der Anlass für die Eröffnung der Galerie 1601 war möglicherweise die Hochzeit zwischen Herzog Ranuccio I. und Margherita Aldobrandini, einer Nichte des Papstes Clemens VIII., wo sie erstmals der Festgesellschaft präsentiert wurde.
Die Anlage der Deckenbemalung gilt in der Kunstgeschichte als Meisterwerk des Illusionismus. Dem Betrachter vermittelt sie den Eindruck, als ob die Wandfläche sich vergrößere: über dem echten Deckengesims malte Annibale Carracci ein zweites, das von Atlanten in Grisaille-Malerei getragen wird, die perfekt marmorne Statuen vortäuschen. In die dazwischen liegenden scheinbaren Öffnungen setzte er Medaillons, deren grüner Grundton die Patina von Bronze vorgibt, während sich die teils in Gold gerahmten Gemälde in Rechtecken an der Decke befinden.
Die dargestellten Szenen sind bevölkert mit Darstellungen der weitgehend nackten Göttinnen und Götter des Olymp und mit Liebesgeschichten der antiken Götterwelt, wie sie großenteils von Ovid in seinen Metamorphosen besungen wurden. In der Zeit der Gegenreformation mag dies für die Umgebung eines Kardinals ungewöhnlich scheinen. Das zentrale Fresko gibt den Triumphzug des Bacchus und der Ariadne wieder, gerahmt an den Seiten von Pan und Diane (links) und Merkur bringt Paris den goldenen Apfel (rechts). Das Grundthema des ganzen Zyklus ist nach Deutung des Kunsthistorikers Giovanni Pietro Bellori aus dem 17. Jhd. der Kampf zwischen himmlischer und irdischer Liebe. Neuere Interpretationen gehen von einer sehr viel mehr politisch-propagandistischen Intension der Bildgestaltung aus.
Die Fresken gelten heute als eine der Hauptwerke des italienischen Frühbarock, erfuhren bereits nach Vollendung höchste Anerkennung und dienten als Vorbild für ganze Malergenerationen.

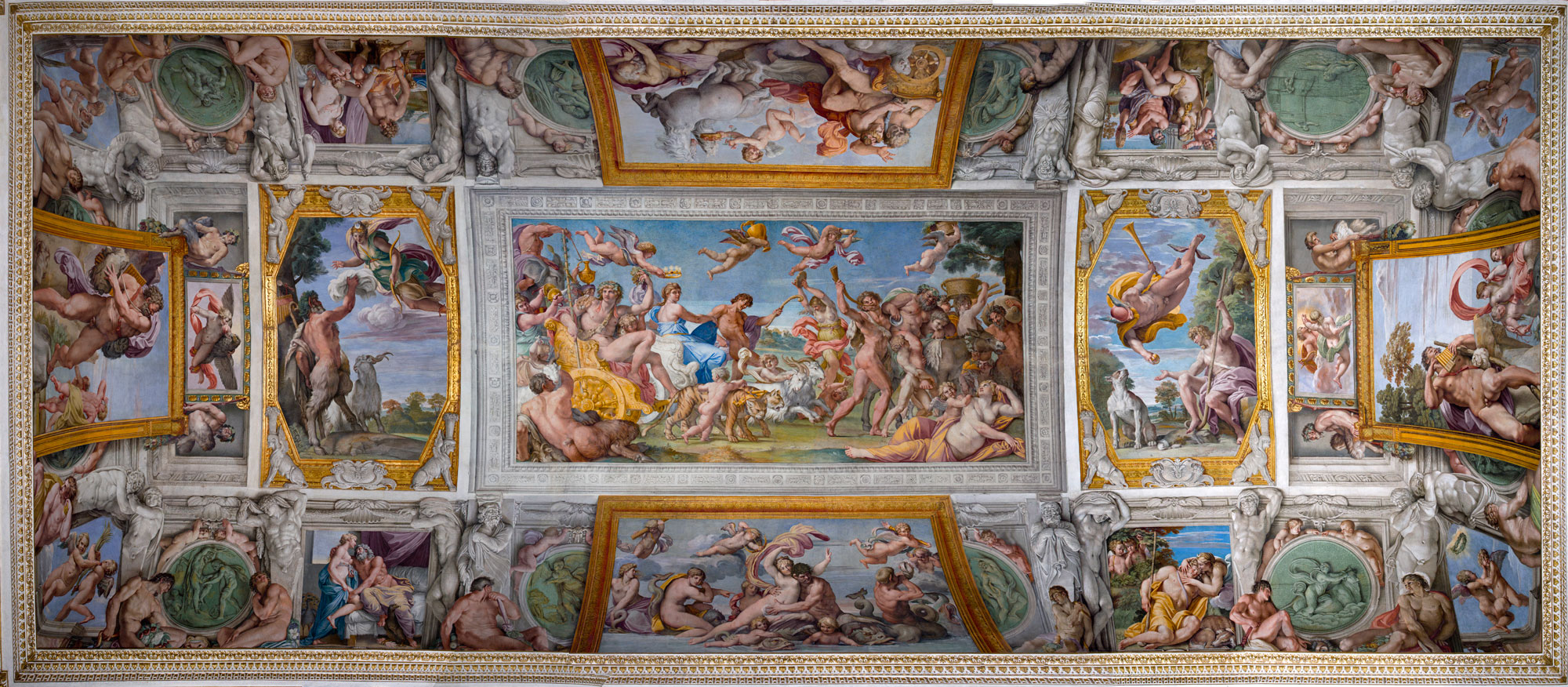
Die Decke der Galleria Farnese

Grundriss Obergeschoss

#### Korridor (13)
Eine Folge von drei überwölbten Korridoren umläuft U-förmig die Hofseite des Piano Nobile. An den Seiten des Cortile öffnet sich eine von großen Bogen gerahmte, einfache Fensterfront. Die Seitenwände sind mit einigen Wandteppichen und Gemälden ausgestattet. Bemerkenswert im Südwestflügel ist, neben dem Eingang zum Salone delle Firme (7), eine Portraitbüste Papst Pauls III. von Guglielmo della Porta.

#### Appartements der Bourbonen (14)
Diese Zimmerflucht an der Nordwestseite des Palastes wurde ab 1860 für den geflüchteten Bourbonen-König Francesco II. und seine Familie als Wohnräume eingerichtet.

### Obergeschoss
Im Obergeschoss befand sich bereits im 16. Jhdt. eine von den Kardinälen und dem Berater und Bibliothekar Fulvio Orsini zusammengetragene, umfangreiche Bibliothek. In dem gleichen großen Bibliothekssaal (a) ist heute die mit über 200.000 Büchern größte französische Forschungsbibliothek außerhalb Frankreichs untergebracht. Sie gehört zur wissenschaftlichen Forschungseinrichtung École française de Rome, die bereits seit 1875 in dem Palazzo residiert. Der Schwerpunkt ihrer Tätigkeit liegt in der historischen, archäologischen und sozialwissenschaftlichen Erforschung des Mittelmeerraumes.

### Kellerräume
In den Kellerräumen befinden sich zum Teil gut erhaltene Mosaike mit Darstellungen von Reiterakrobaten und Meerestieren, die von Überresten großer öffentlicher Gebäude aus der Kaiserzeit zeugen. Vermutlich entstanden diese nach dem großen Brand auf dem Marsfeld. Es dürfte sich um den Reitstall der Zirkuspartei Factio Russata gehandelt haben.

## Der Palazzo als baugeschichtliches Vorbild

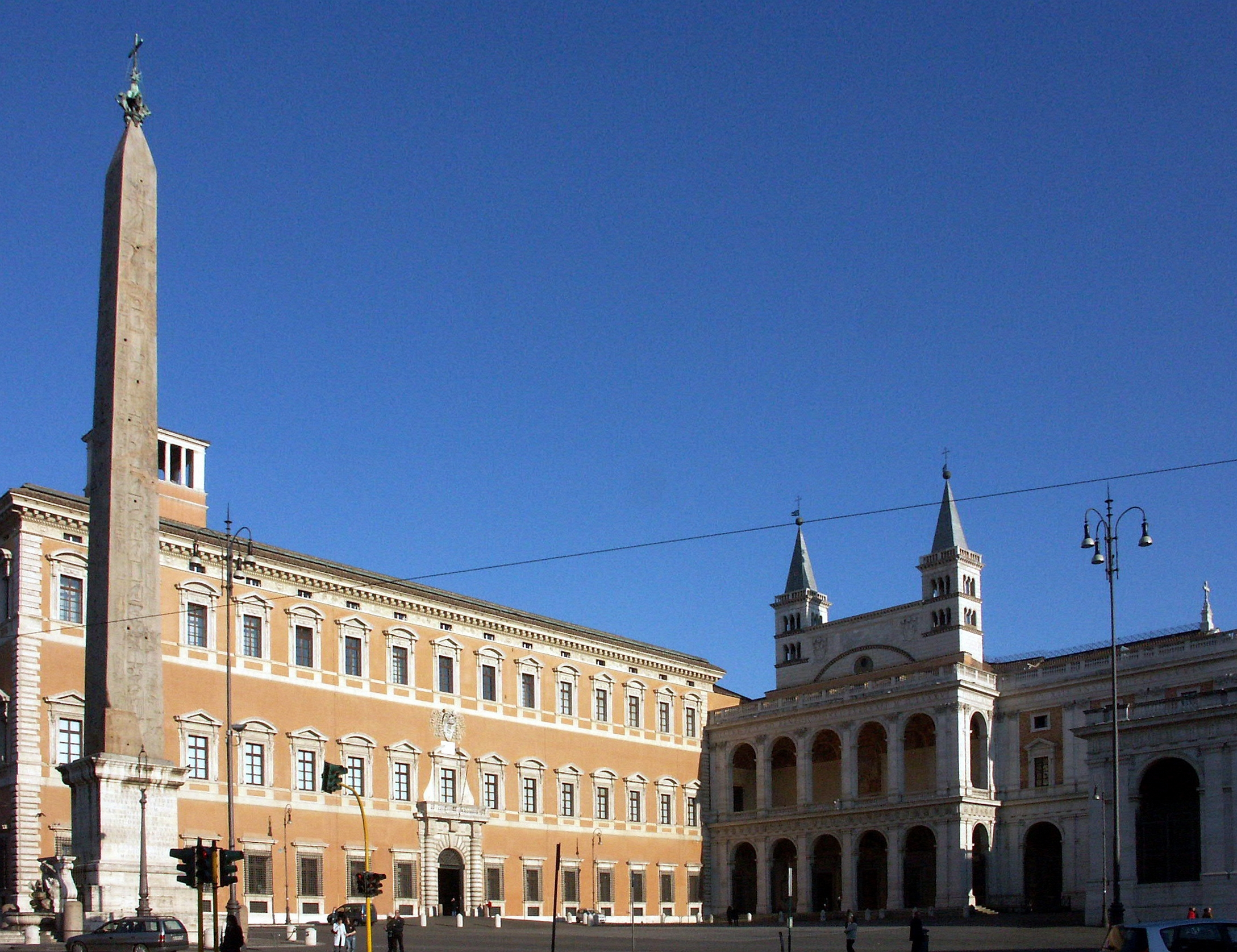
Der Lateranpalast

Der von Sangallo konzipierte Palast wurde in seiner architektonischen Ausgestaltung Vorbild für einen Palasttyp, der sich in Rom großer Beliebtheit erfreute und vielfach kopiert wurde. Eines der namhaftesten Gebäude ist dabei der Lateranpalast, den Papst Sixtus V. von dem Baumeister Domenico Fontana erbauen ließ.
Der Palazzo aus der Zeit der Hochrenaissance diente fast ohne Unterbrechung auch als Vorbild für Palastbauten weltweit: Der durch Elisabetta Farnese erbaute Palacio Real von Riofrío ist sichtlich durch den Palazzo Farnese beeinflusst. Die Gebäude des Detroit Athletic Club in Detroit, USA, Château Grimaldi bei Aix-en-Provence in Frankreich, das National Building Museum in Washington D.C. in den USA, das Chief Secretary’s Building in Sydney, Australien und das Königliche Schloss in Stockholm in Schweden sind von dem von Sangallo entwickelten Bautyp und der Formensprache beeinflusst. In England hatte Charles Barrys große Bewunderung für das Gebäude, der es für den Reform Club in London als Vorbild nahm. 1912 entstand in Düsseldorf das Mannesmann-Haus, in dessen neoklassizistischer Fassadengestaltung Peter Behrens die historische Palastarchitektur Sangallos mit zeitgenössischen Tendenzen der Reformarchitektur verband. Der Architekt Aldo Rossi stattete einen Block mit drei Fensterachsen des Quartier Schützenstraße (1994–1998) in Berlin mit einer originalgetreuen Kopie der Hoffassade Michelangelos aus (Schützenstraße 8).

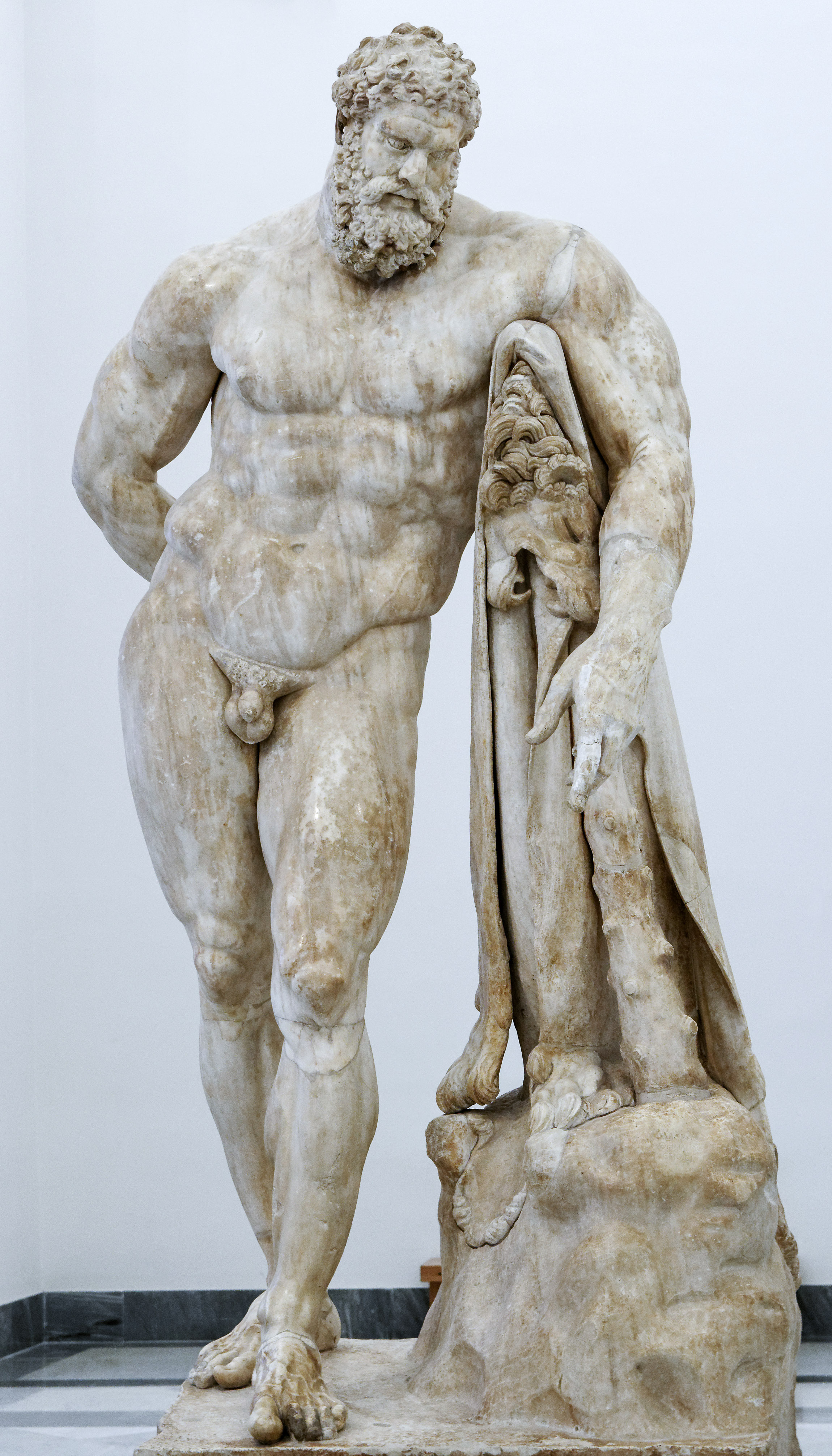
Herkules Farnese, Archäologisches Nationalmuseum, Neapel

## Die Sammlung Farnese
Der Palast als Repräsentationsort der Familie Farnese erfuhr ab ca. 1540 eine erlesene Ausstattung mit einer Kunstsammlung, die ihresgleichen suchte. Begründet wurde sie durch Papst Paul III., der sich Grabungsrechte zum Aufbau der Antikensammlung am Palatin, dem Kapitol, der Engelsburg sowie den Caracalla-Thermen sichern ließ; von letzteren stammen die beiden wertvollsten Stücke, der Farnesische Stier und der Herkules. Die Kardinäle Alessandro, sein Bruder Ranuccio und im neuen Jahrhundert auch Odoardo erbten die Sammelleidenschaft des Papstes und setzten die Idee fort, das alte Rom mit dem neuen Rom, seine Macht, seine Kunst und seine Kultur zu verbinden und so mit einem ikonographischen Programm den Ruhm der Familie Farnese zu unterstreichen. Unterstützen und beraten ließen sie sich bei der Entwicklung der Programmatik durch namhaft Humanisten wie Onofrio Panvinio, Fulvio Orsini, Pirro Ligorio und Paolo Giovio. Kontinuierlich ergänzt und erweitert wurde die Sammlung durch Zukäufe, wie beispielsweise die Sassi- und Cesarini-Sammlung, durch Erbschaften, wie den Sammlungen von Margarethe von Parma und Fulvio Orsini, durch Schenkungen, wie die Cesi-Sammlung oder auch durch unlautere Aneignung und Beschlagnahmung, wie der Teil der Colonna-Sammlung. Papst Paul III., aber insbesondere der als großer Mäzen bekannte Alessandro, sein Enkel, beauftragte die bedeutendsten Künstler seiner Zeit wie Michelangelo, Raffael, Sebastiano del Piombo, Correggio und ab 1543 Tizian mit der Anfertigung von Gemälden, Zeichnungen und Stichen. Unter ihren Erben arbeiteten Annibale Carracci, Giulio Clovio ebenso wie El Greco für die Farnese. Zur Sammlung hatten viele Künstler freien Zugang, um sie als Inspirationsquelle zu nutzen. Tapisserien, Marmorarbeiten, Münzen, Juwelen, Goldschmiede- und Elfenbeinarbeiten ergänzten die wertvollen Bestände des Museum Farnese. So avancierte die Familie zum größten Sammler Roms im Quinquecento und ihr Hof zum Zentrum mächtiger und stolzer Kirchenfürsten mit einem unermesslichen Kunstschatz.
Bereits im 16. Jhd. wurden mehrfach Verzeichnisse und Inventarlisten der Sammlung, insbesondere von Antiken und Zeichnungen, angefertigt. Ein umfassendes Inventar aller Besitzungen der Farnese in Rom, des Palazzo, der Villa Farnesina, der Villa Madama und der Farnesischen Gärten am Palatin wurde jedoch erst 1644, 18 Jahre nach dem Tod von Odoardo, angelegt und 1649 nach Parma gesandt.
Im 17. Jhd. residierten die Farnese als Herzöge von Parma ausschließlich in ihrer Residenz in Parma und verbrachten den Großteil der Gemäldesammlung in den Palazzo Ducale von Parma. 1734 wird der Sohn der letzten Farnese Elisabetta, Karl III., König von Neapel. Er und sein Sohn Ferdinand I. überführten nach und nach sowohl die Sammlung in Parma als auch die des Palazzo Farnese nach Neapel. Heute befinden sich die antiken Skulpturen aus der Sammlung Farnese im Museo Archeologico Nazionale in Neapel und die bedeutendsten Gemälde aus der Sammlung im Museo di Capodimonte, ebenfalls in Neapel.

## Trivia
- Emile Zola gibt in seinem Roman Rome eine sehr eindrückliche Beschreibung des Palastes und seines Zustandes im Jahre 1894[45].
- Im zweiten Akt von Puccinis Oper Tosca spielt die Konfrontation der Titelheldin Tosca mit dem Polizei-Präfekten Scarpia im Palazzo Farnese.
- Im Jahr 1992 diente der Palazzo als Kulisse in der Opernverfilmung Tosca, mit dem Dirigenten Zubin Mehta, Catherine Malfitano als Tosca und Placido Domingo in der Rolle Mario Cavaradossi.[46]
- Im Jahr 2010 drehte Nanni Moretti mehrere Szenen aus dem Film Habemus Papam – Ein Papst büxt aus in dem Palast.